# Rio della Pallada

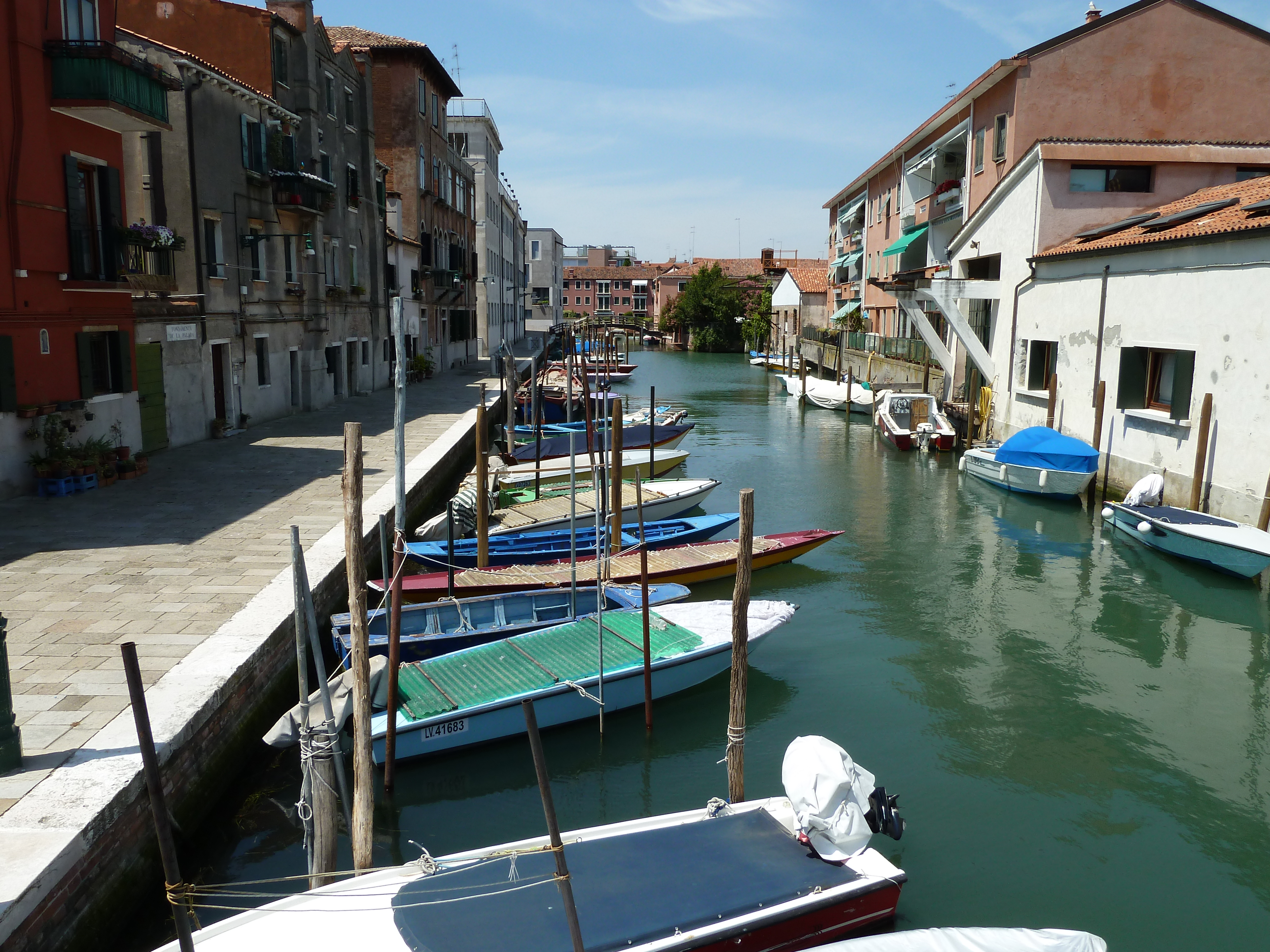
Le rio della Pallada

Le rio della Pallada (en vénitien rio de la Palada) est un canal de Venise dans l'île de Giudecca dans le sestiere de Dorsoduro.

## Description
Le rio de la Palada a une longueur d'environ 150 mètres. Il relie les rio del Ponte Longo et del Ponte Piccolo.

## Origine
Successivement appelée Palada di Sant'Anzolo parce que voisine de l'église de ce Saint et Palada di Ca' Lombardo  parce que la famille patricienne Lombardo possédait ci-près vingt-quatre maisons, passées ensuite en commissaria administrée par les Procureurs de Saint Marc. Par palada, il faut comprendre les pilotis érigés avant les fondations actuelles.

## Situation
- Ce rio longe le campo et fondamenta de la Palada.

## Ponts
Ce rio est traversé par deux ponts (d'est en ouest):

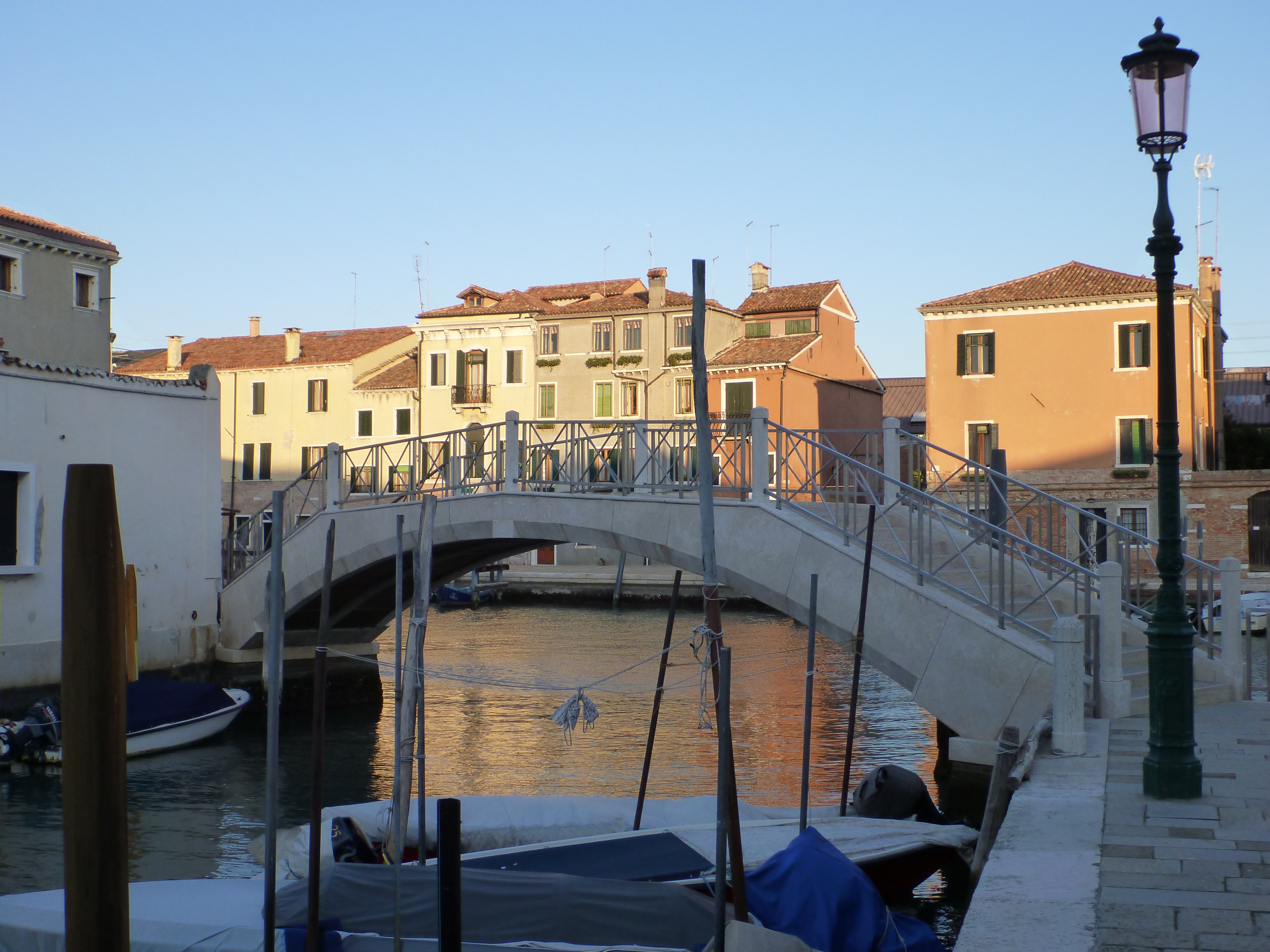
Ponte Sant'Angelo reliant Calle delle Erbe et Fondamenta S. Angelo ;
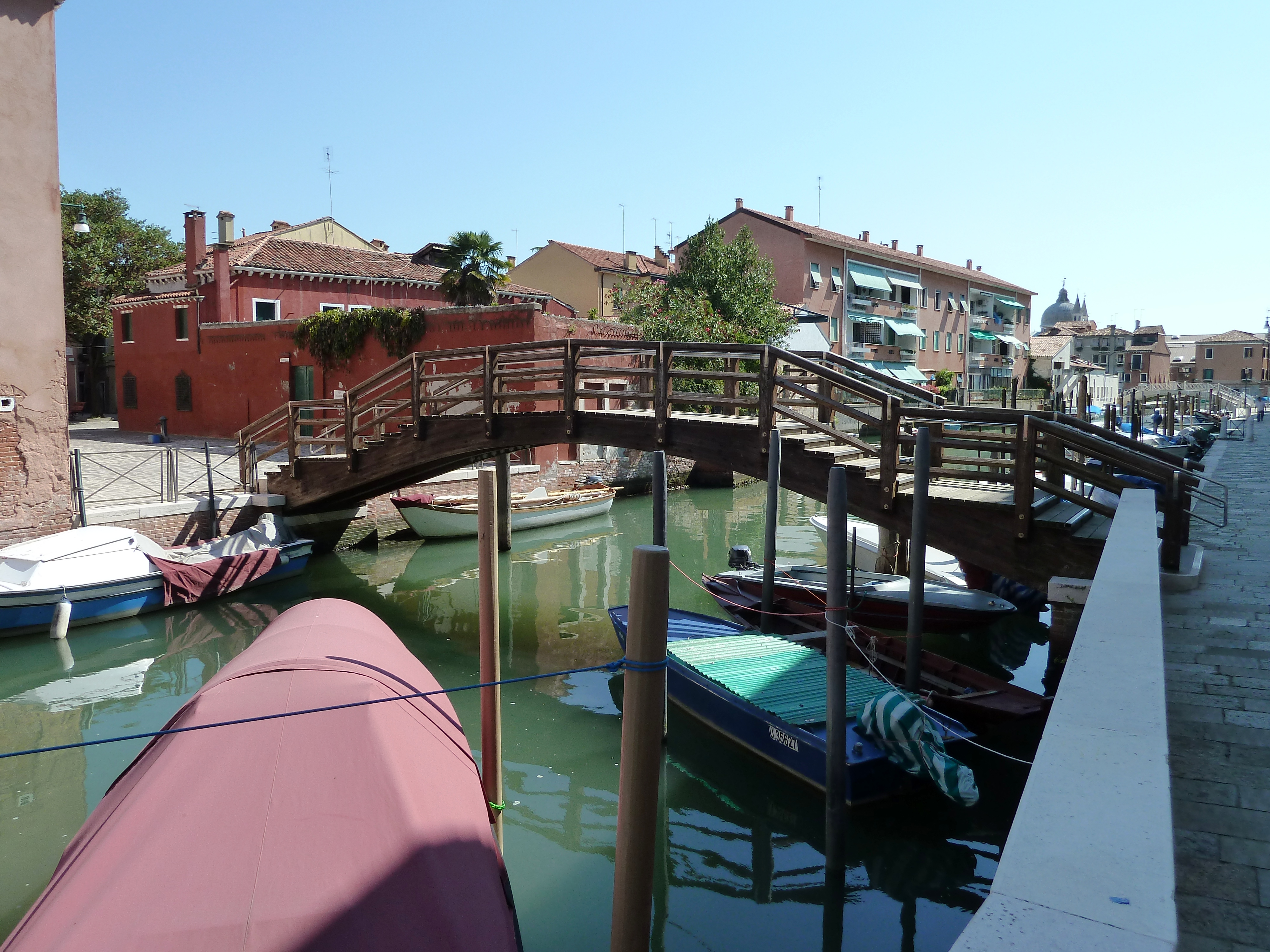
Ponte de la Palada reliant le fondamenta éponyme au Campiello Fernando.